# L'Art d'édifier
 (février 2017).
Améliorez-le ou discutez des points à vérifier. 
L'Art d'édifier (latin du titre original : De re ædificatoria) est un traité d'architecture de Leon Battista Alberti, constructeur, ingénieur, théoricien et écrivain de la Renaissance italienne. Il porte sur l'importance anthropologique de l'architecture ainsi que de sa vocation anthropométrique (genèse des vocations humaines).

## Histoire
Leon Battista Alberti commence à travailler sur un commentaire du traité De architectura (qui signifie en français « De l'architecture ») de Vitruve, dans les années 1440, à la demande de Lionel d'Este ; cependant, il décide finalement d'écrire un nouveau traité d'architecture. Il avait auparavant écrit le traité de peinture De pictura (1435 en version latine). Il écrira plus tard De statua (1462). Alberti considérait l'architecture comme un art de très grande importance,. De re ædificatoria est considéré comme le premier traité d'architecture de la Renaissance.

## Description
L'ouvrage est divisé en dix parties, sur le modèle du De architectura de Vitruve. Le rôle de l'architecture dans la vie de la société est considéré dès l'introduction, puis suivent trois livres techniques concernant le dessin, les matériaux et les principes de structure ; viennent ensuite l'architecture civile avec des indications sur le choix du site, la typologie des édifices civils, publics et privés ; il y décrit ainsi sa cité idéale, avec une conception nouvelle de l'urbanisme.

## Contenu
Leon Battista Alberti est un architecte et érudit de la première renaissance italienne. Son œuvre écrite est traduite en français par Jean Martin, en 1553, sous le titre L'Architecture et art de bien bastir.
Son œuvre s'appuie sur trois principes :
- le dialogue : il souligne l'importance du dialogue en architecture : « Il n'y pas d'architecte sans dialogue » ; le rôle de l'architecte est de consolider l'institutionnalisation des hommes de façon aussi soutenue que la parole ;
- « dépenser le moins possible » ;
- le temps (le temps est le domaine dans lequel on ne dépense jamais assez).

Les opérateurs d'Alberti sont constitués de cinq axiomes, dont les deux suivants :
- la triade : nécessité (necessitas), commodité (commoditas) et volupté (voluptas) (ou, pour éviter toute connotation de l'emploi français de ce terme, plaisir) ; on retrouve ici la devise de Vitruve « Solidité, utilité et beauté » ;
- la conception, l'édification, ou le contexte dans lequel doit se faire chaque entreprise, à savoir : la région, l'aire, la partition, les murs, le toit, les ouvertures.

## Éditions
Le traité est d'abord une œuvre manuscrite composée entre 1442 et 1452, qu'il destine aux princes et aux mécènes.
La première édition imprimée (en latin) date de 1485 ; elle est parue à Florence sous les presses de Niccolò di Lorenzo. Le traité connaît sa seconde édition (en latin) en 1512, dans une édition de Robert Duré et Geoffroy Tory imprimée par Berthold Rembolt et Louis Hornken.
La première traduction et édition en français date de 1553.

### Source principale
- Conférence sur Alberti donnée par Françoise Choay à l'École nationale supérieure d'architecture de Toulouse le 10 mai 2006.